# Leptocera fontinalis
Leptocera fontinalis – gatunek muchówki z rodziny Sphaeroceridae i podrodziny Limosininae.
Gatunek ten opisany został w 1826 roku przez Carla Fredrika Falléna jako Copromyza fontinalis.
Muchówka o ciele długości od 2 do 2,5 mm. Głowę ma w widoku bocznym nieco wypukłą ponad oczami. Czułki mają krótko owłosione aristy. Tułów jej cechuje się: wszystkimi szczecinkami śródplecowymi skierowanymi w tył, szczecinkami środkowymi grzbietu wyraźnie się odróżniającymi pośród owłosienia śródplecza, nagą tarczką z czterema szczecinkami wzdłuż tylnego brzegu. Skrzydła mają szczecinki na pierwszym sektorze żyłki kostalnej 3–4 razy dłuższe niż na drugim jej sektorze. Ich użyłkowanie odznacza się żyłką radialną R4+5 silnie zakrzywioną ku przodowi. Przezmianki ubarwione są rudo. Środkowa para odnóży ma pierwszy człon stopy z długą szczecinką na spodzie, zaś brzuszną stronę goleni pozbawioną szczecinki wierzchołkowej, ale wyposażoną w szczecinkę przedwierzchołkową. Odwłok cechuje krótko i skąpo oszczecone hypopygium, u samca także długie włoski piątego sternitu obecne tylko na jego tylnym brzegu, a u samicy siódmy tergit podzielony na 3 skleryty: duży środkowy i małe boczne.

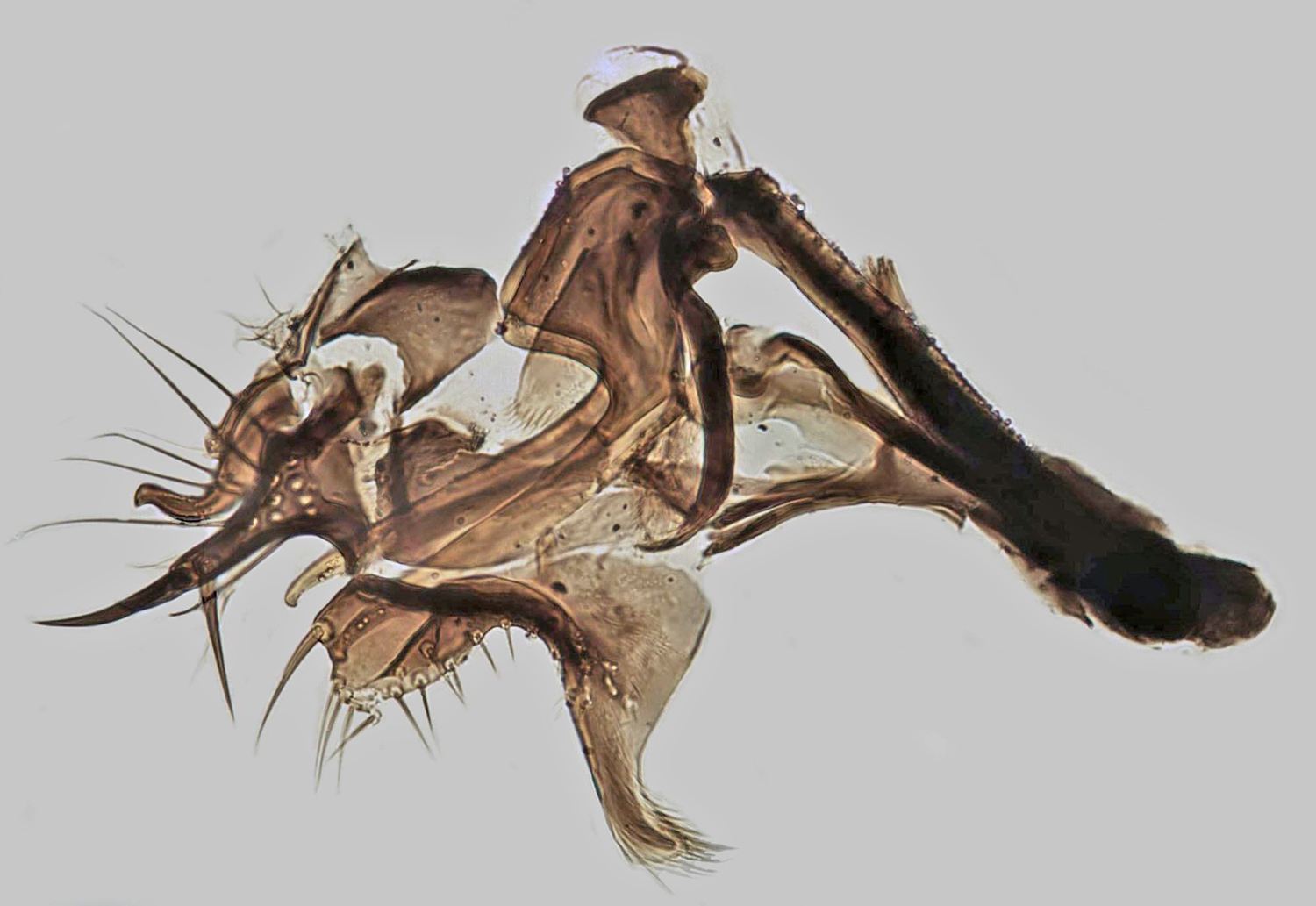
Genitalia samca

Owad w Europie znany z prawie wszystkich krajów, w tym z Polski. Ponadto występuje w Ameryce Północnej i Południowej, Afryce Północnej i palearktycznej Azji, na wschód sięgając po Syberię, Kraj Nadmorski, Mongolię i Tybet. Zasiedla głównie lasy.